# Hochzusammengesetzte Zahl
Eine hochzusammengesetzte Zahl (engl. highly composite number, kurz: HCN; Folge A002182 in OEIS) ist eine positive ganze Zahl, die mehr Teiler besitzt als jede kleinere positive ganze Zahl. Solche Zahlen sind aufgrund ihrer maximalen Teilbarkeit eine Art Gegenstück zu den Primzahlen. Der indische Mathematiker Srinivasa Ramanujan hat als einer der Ersten diese Zahlen und ihre Eigenschaften eingehend untersucht und 1915 einen umfangreichen Artikel zu ihnen publiziert.

## Die ersten 30 hochzusammengesetzten Zahlen
| k | Zahl | Teiler |    | k   | Zahl | Teiler |     | k  | Zahl | Teiler |    | k  | Zahl  | Teiler |    | k      | Zahl | Teiler |  | k | Zahl | Teiler |
| 1 | 1    | 1      | 6  | 24  | 8    | 11     | 180 | 18 | 16   | 1260   | 36 | 21 | 10080 | 72     | 26 | 45360  | 100  |        |  |   |      |        |
| 2 | 2    | 2      | 7  | 36  | 9    | 12     | 240 | 20 | 17   | 1680   | 40 | 22 | 15120 | 80     | 27 | 50400  | 108  |        |  |   |      |        |
| 3 | 4    | 3      | 8  | 48  | 10   | 13     | 360 | 24 | 18   | 2520   | 48 | 23 | 20160 | 84     | 28 | 55440  | 120  |        |  |   |      |        |
| 4 | 6    | 4      | 9  | 60  | 12   | 14     | 720 | 30 | 19   | 5040   | 60 | 24 | 25200 | 90     | 29 | 83160  | 128  |        |  |   |      |        |
| 5 | 12   | 6      | 10 | 120 | 16   | 15     | 840 | 32 | 20   | 7560   | 64 | 25 | 27720 | 96     | 30 | 110880 | 144  |        |  |   |      |        |

Die kleinste Zahl mit mehr als 1 000 Teilern ist die Zahl 245 044 800 = 26 · 32 · 52 · 7 · 11 · 13 · 17 mit 1 008 Teilern.

Die kleinste Zahl mit mehr als 10 000 Teilern ist die Zahl 6 746 328 388 800 = 26 · 34 · 52 · 72 · 11 · 13 · 17 · 19 · 23 mit 10 080 Teilern.

Die kleinste Zahl mit mehr als 100 000 Teilern ist die Zahl 897 612 484 786 617 600 = 28 · 34 · 52 · 72 · 11 · 13 · 17 · 19 · 23 · 29 · 31 · 37 mit 103 680 Teilern.

## Eigenschaften

### Aufbau
Zwei notwendige Eigenschaften hochzusammengesetzter Zahlen ergeben sich aus der Teileranzahlfunktion. Nach dem Fundamentalsatz der Arithmetik ist jede positive natürliche Zahl {\displaystyle n} folgendermaßen aufgebaut:
{\displaystyle n=p_{1}^{c_{1}}\cdot p_{2}^{c_{2}}\cdot \ldots \cdot p_{k}^{c_{k}}}    mit Primzahlen    {\displaystyle p_{1}<p_{2}<\dotsb <p_{k},}
Die Exponenten {\displaystyle c_{i}} sind dabei von null verschiedene natürliche Zahlen. Für {\displaystyle k=0} ergibt sich das leere Produkt {\displaystyle n=1}.
Die Definition der Teileranzahlfunktion {\displaystyle d(n)} liefert dann die Anzahl der Teiler für natürliche Zahlen:
{\displaystyle d(n)=(c_{1}+1)\cdot (c_{2}+1)\cdot \ldots \cdot (c_{k}+1)}.
Für hochzusammengesetzte Zahlen folgt aus dieser Formel:
- Die {\displaystyle k} Primzahlen {\displaystyle p_{i}} sind genau die ersten {\displaystyle k} Primzahlen, denn jede ausgelassene Primzahl würde es ermöglichen, ein kleineres {\displaystyle n} mit gleicher Teileranzahl zu konstruieren.
- Die Folge der Exponenten ist absteigend, es gilt {\displaystyle c_{1}\geq c_{2}\geq \dotsb \geq c_{k}}. Andernfalls wäre es durch Vertauschung von Exponenten möglich, ein kleineres {\displaystyle n} mit gleicher Teileranzahl zu konstruieren.

Diese beiden Eigenschaften sind zwar notwendig, aber nicht hinreichend. So muss, ausgenommen {\displaystyle n=4} und {\displaystyle n=36}, der letzte Exponent {\displaystyle 1} sein.
Beispiel:
{\displaystyle 720=2^{4}\cdot 3^{2}\cdot 5^{1}} hat {\displaystyle (4+1)\cdot (2+1)\cdot (1+1)=30} Teiler. Das sind mehr Teiler als bei allen kleineren Zahlen. Also ist {\displaystyle 720} eine hochzusammengesetzte Zahl.
Es gibt keine ungeraden hochzusammengesetzten Zahlen außer der 1.

## Anwendungen
Die Eigenschaft, möglichst viele Teiler zu haben, bietet praktische Vorteile und wird deshalb oft bewusst gesucht. So basiert das Winkelgradsystem zu 360° auf einer hochzusammengesetzten Zahl. Auch die Stunden zu 24, Minuten und Sekunden zu je 60 Einheiten sowie das alte Münzsystem Karls des Großen mit der Beziehung ein Pfund Silber gleich 240 Pfennige oder Denare sind hier zu nennen. In Preußen war von 1821 bis 1873 ein Taler gleich 360 Pfennig. Das babylonische Zahlensystem verwendete als Basis die Zahl 60. Außerdem kommt die Verwendung des Dutzends daher, dass 12 eine hochzusammengesetzte Zahl ist.
Entwickelt man eine Skala oder Kreisteilung auf Basis einer hochzusammengesetzten Zahl, so lässt sich diese Skala auf besonders viele verschiedene Arten gleichmäßig teilen.

## Ramanujan und hochzusammengesetzte Zahlen
Als einer der ersten Mathematiker beschäftigte sich der Inder Srinivasa Ramanujan (1887–1920) eingehend mit hochzusammengesetzten Zahlen. Dabei fand er die oben genannte Regel der nicht ansteigenden Exponenten. Die Regel kann dazu genutzt werden, hochzusammengesetzte Zahlen zu konstruieren. Ramanujan selbst stellte eine Liste von über hundert der ersten hochzusammengesetzten Zahlen auf. Er übersah dabei aber eine einzige, nämlich die Zahl 293.318.625.600. Heute sind Online-Listen mit über hunderttausend Zahlen dieser Zahlenfolge zu finden.